# Titanatemnus chappuisi
Titanatemnus chappuisi är en spindeldjursart som beskrevs av Beier 1935. Titanatemnus chappuisi ingår i släktet Titanatemnus och familjen Atemnidae. Inga underarter finns listade i Catalogue of Life.